# Vlissingen vasútállomás
Vlissingen vasútállomás vasútállomás Hollandiában, Vlissingen községben,  településen.

## Vasútvonalak
Az állomást az alábbi vasútvonalak érintik:
- Roosendaal–Vlissingen-vasútvonal

## Kapcsolódó állomások
A vasútállomáshoz az alábbi állomások vannak a legközelebb:
- Vlissingen Souburg vasútállomás